# 상호문화주의
상호문화주의는 문화간 대화와 문화 내에서 도전적인 자기분리 경향에 대한 지원을 의미한다. 상호문화주의는 효과적으로 사회에 존재하는 여러 문화의 다문화 사실의 단순한 수동적인 수용을 넘어 포함하는 대신 문화 간의 대화와 상호 작용을 촉진한다.

## 같이 보기
- 세계시민주의
- 다문화주의의 비판
- 문화간
- 상호문화 도시
- 문화간 의사소통
- 상호문화 기능
- 상호문화성
- 관용
- 문화이식

## 참고 도서
- Open secularism, interculturalism, the fight against discrimination and guidelines for accommodation—Bouchard-Taylor Commission https://web.archive.org/web/20080602000753/http://www.accommodements.qc.ca/communiques/2008-05-22a-en.html
- Bouchard, Gerard et al, Interculturalism: a model for integration, in the Montreal Gazette March 2, 2011
- Bennett, Milton J. (1998) Basic Concepts of Intercultural Communication.  Intercultural Press, Boston, MA.
- Kohls, L. Robert; Knight, John M. (1994). Developing Intercultural Awareness. Intercultural Press, Boston, MA.
- Storti, Craig.  (1994).  Cross- Cultural Dialogues.  Intercultural Press, Boston, MA.